# Francisque Arban

Francisque Arban

Francisque Arban (geboren 1815 in Lyon; verschollen am 7. Oktober 1849) war ein französischer Ballonfahrer. Er war der Bruder von Jean-Baptiste Arban. Vom 2. September bis zum 3. September 1849 überquerte er als Erster die Alpen; er startete in Marseille und überflog in einer Höhe von etwa 4.000 m das Massif de l’Esterel, in einer Höhe von 4.500 m den Monte Viso und in einer Höhe von 4.600 m den südlichen Teil des Mont Blancs und landete bei Stupinigi. Bei einer Ballonfahrt von Barcelona aus verschwand Arban über dem Mittelmeer.